# Heart of a Champion
Heart of a Champion – piąty studyjny album amerykańskiego rapera Paul Walla, wydany 13 lipca 2010 roku nakładem jego wytwórni Swishahouse.

## Lista utworów
Opracowano na podstawie źródła.
1. „Take Notes” 3:11
2. „Showin' Skillz” (featuring Lil’ Keke) 4:30
3. „I’m on Patron” 3:49
4. „Round Here” (featuring Chamillionaire) 4:05
5. „Im'ma Get It” (featuring Kid Sister & Bun B) 4:15
6. „Stay Iced Up” (featuring C. Stone & Johnny Dang) 4:05
7. „Pocket Fulla Presidents” (featuring Andre Nickatina & Mitchy Slick) 4:04
8. „Ain’t a Thang” (featuring Jim Jones) 3:15
9. „My City” (featuring Dallas Blocker & Yo Gotti) 4:08
10. „Smoke Everyday” (featuring Z-Ro & Devin the Dude) 6:38
11. „Live It” (featuring Jay Electronica, Raekwon & Yelawolf) 4:04
12. „Not My Friend” (Expensive Taste featuring Slim Thug) 3:16
13. „Still On” 4:01
14. „Heart Of A Hustler” (Expensive Taste solo) 3:24
15. „Keep On Pushin” (featuring Unique) iTunes Bonus Tracks 3:57
16. „Posted Up” (featuring Tum Tum & Big Tuck) iTunes Bonus Tracks 5:18